# Academia de la Llingua Asturiana

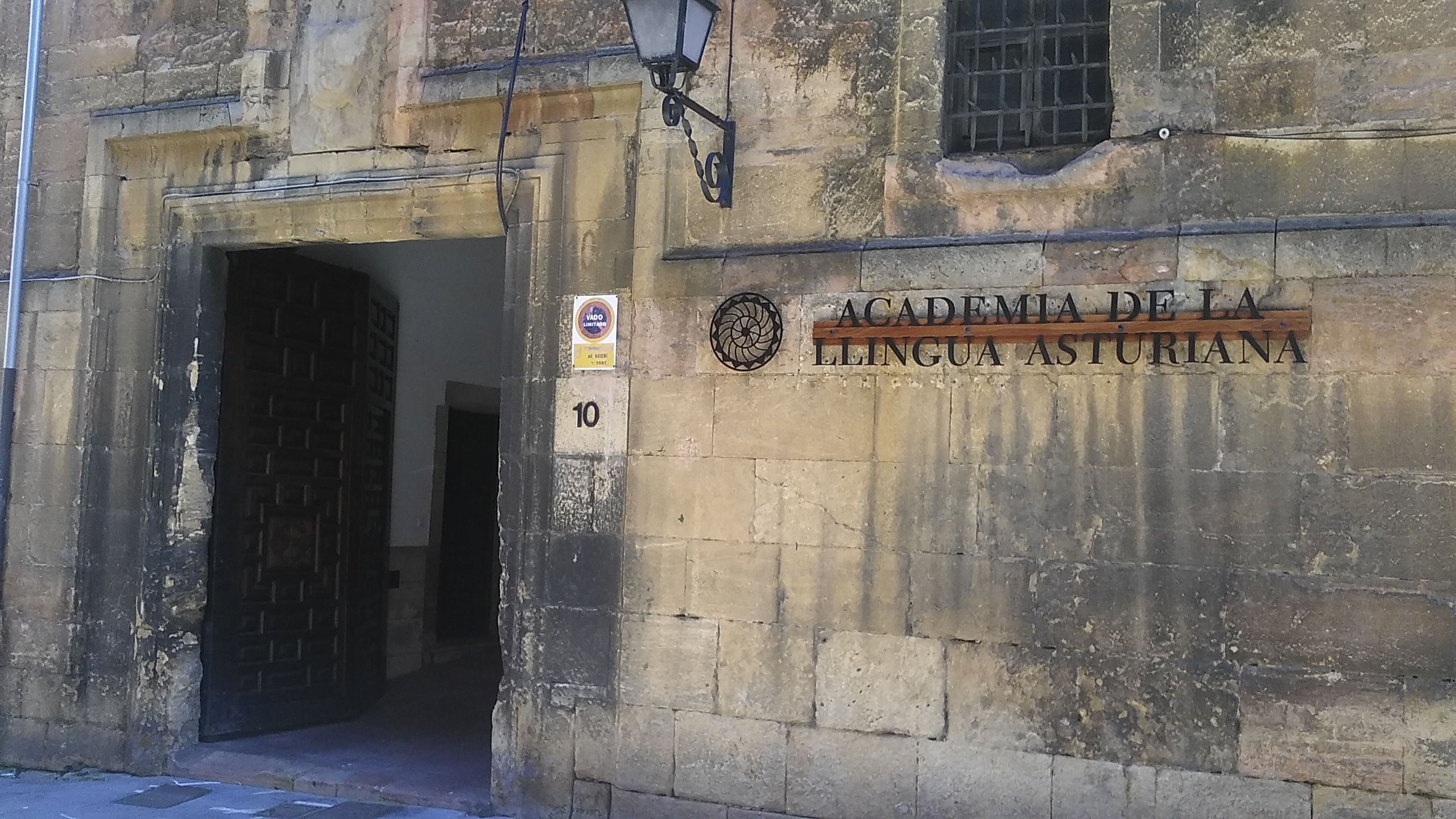
Sede attuale dell'Academia de la Llingua Asturiana ad Oviedo

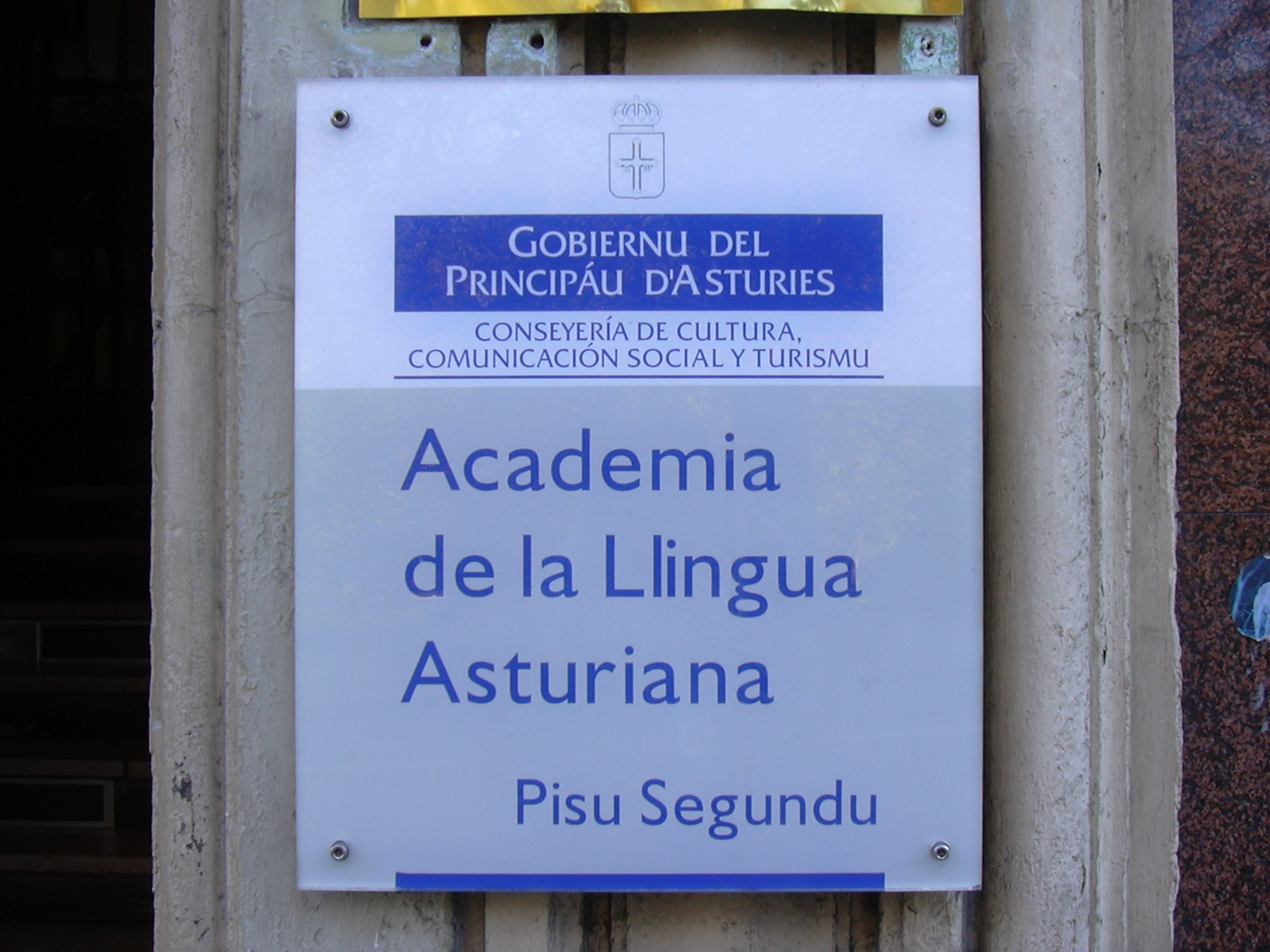
Antica sede dell'Academia de la Llingua Asturiana ad Oviedo

La Accademia della lingua asturiana (in asturiano Academia de la Llingua Asturiana) è una istituzione del Consiglio di Governo del Principato delle Asturie, il cui fine è la difesa, la promozione e lo studio della lingua asturiana.
Gli obiettivi principali sono la tutela della lingua, cercando di promuovere l'utilizzo dell'asturiano nella popolazione, con il fine di poter tutelare la cultura delle Asturie. L'obiettivo dell'accademia è anche quello di studiare e normalizzare la lingua cercando di sviluppare un dizionario comune fra tutte le varietà di asturiano.
Le prime attestazioni dell'ALLA, come viene normalmente abbreviato il termine Academia de la Llingua Asturiana, compaiono nel XVIII secolo quando Gaspar Melchor de Jovellanos e Carlos González de Posada discussero, nei loro rapporti epistolari, dell'intenzione di creare un'istituzione che potesse tutelare la lingua asturiana.